# (14941) Tomswift
(14941) Tomswift (1995 FY2) – planetoida z pasa głównego asteroid okrążająca Słońce w ciągu 4,59 lat w średniej odległości 2,76 j.a. Odkryta 23 marca 1995 roku.